# Лакський район
Лакський район (лакською Лакрал район) — один з трьох районів Дагестану де компактно проживають лакці (5-й за чисельністю етнос в Дагестані).
Адміністративний центр — село Кумух (3000 мешканців).

## Територія
Площа району — майже 500км². Місцевість — гірська, клімат — помірно континентальний.

## Населення
Населення району становить 12 161 осіб (2010). 
Національний склад населення за даними перепису 2010 р.
- лакці — 95,2%
- даргінці — 2,0%
- аварці — 1,1%
- інші — 1,7%

## Адміністративний поділ[2]
Район поділяється на сільських поселень:
- Буршінське сільське поселення — села Бурші, Арцалу
- Камахальське сільське поселення — села Камахал, Палісма, Сангар
- Карашинське сільське поселення — село Караша, Аруссі, Гуймі, Муккур, Чаящі
- Каринське сільське поселення — село Кара
- Кубинське сільське поселення — села Куба, Турзін
- Кубринське сільське поселення — села Кубра, Гущі, Туваніхі
- Кулушацьке сільське поселення — село Кулушац, Лугувалу, Чіттур, Чуртах
- Куминське сільське поселення — села Кума, Багікла
- Кумухське сільське поселення — села Кумух, Ділчу, Убра, Вілттах
- Кундинське сільське поселення — села Кунди, Харазма, Шахува
- Курклінське сільське поселення — села Курклі, Чукна
- Унчукатлинське сільське поселення — села Унчукатль, Баласма, Камаша, Ханар
- Урінське сільське поселення — села Урі, Мукар
- Хулісминське сільське поселення — село Хулісма
- Хунинське сільське поселення — села Хуна, Курла, Лахір, Турці, Шуні, Куці
- Хурінське сільське поселення — села Хурі, Кукні, Хурукра, Хути, Арчутті, Ахар, Вірати, Ініша
- Хурхінське сільське поселення — села Хурхі, Хундах
- Шовкринське сільське поселення — села Шовкра, Говкра, Тулізма
- Щаринське сільське поселення — село Щара